# Perry (Michigan)
Perry is een plaats (city) in de Amerikaanse staat Michigan, en valt bestuurlijk gezien onder Shiawassee County.

## Demografie
Bij de volkstelling in 2000 werd het aantal inwoners vastgesteld op 2065.
In 2006 is het aantal inwoners door het United States Census Bureau geschat op 2086, een stijging van 21 (1.0%).

## Geografie
Volgens het United States Census Bureau beslaat de plaats een oppervlakte van
7,6 km², waarvan 7,4 km² land en 0,2 km² water. Perry ligt op ongeveer 271 m boven zeeniveau.

## Plaatsen in de nabije omgeving
De onderstaande figuur toont nabijgelegen plaatsen in een straal van 20 km rond Perry.